# ماکوتو یونکورا
ماکوتو یونکورا (انگلیسی: Makoto Yonekura؛ زادهٔ ۲۸ دسامبر ۱۹۷۰) بازیکن فوتبال اهل ژاپن است.
از باشگاه‌هایی که در آن بازی کرده‌است می‌توان به باشگاه فوتبال سرزو اوساکا و باشگاه فوتبال ناگویا گرامپوس اشاره کرد.